# Archithosia costimacula
Archithosia costimacula is een vlinder uit de familie spinneruilen (Erebidae), onderfamilie beervlinders (Arctiinae). De wetenschappelijke naam van de soort is voor het eerst geldig gepubliceerd in 1878 door Mabille.
Deze nachtvlinder komt voor in tropisch Afrika.